# Zębiełek
Zębiełek (Crocidura) – rodzaj ssaków z podrodziny zębiełków (Crocidurinae) w obrębie rodziny ryjówkowatych (Soricidae).

## Występowanie
Rodzaj obejmuje gatunki występujące w Eurazji i Afryce.

## Morfologia
Długość ciała (bez ogona) 40–175 mm, długość ogona 24–132 mm, długość ucha 4–17 mm, długość tylnej stopy 7–27 mm; masa ciała 2–76 g. W uzębieniu przedstawicieli tego rodzaju występuje 28 zębów o białych koronach. Wzór zębowy: I {\displaystyle {\tfrac {3}{2}}} C {\displaystyle {\tfrac {1}{0}}} P {\displaystyle {\tfrac {1}{1}}} M {\displaystyle {\tfrac {3}{3}}} = 28.

## Systematyka
Rodzaj zdefiniował w 1832 roku niemiecki przyrodnik Johann Georg Wagler w artykule poświęconym informacjom o nowych zwierzętach, opublikowanym na łamach Isis von Oken. Wagler wymienił trzy gatunki – Sorex leucodon Hermann, 1780, Crocidura moschata Wagler, 1832 (= Sorex güldenstaedtii Pallas, 1811) i Sorex etruscus Savi, 1822 – z których gatunkiem typowym jest Sorex leucodon Hermann, 1780 (zębiełek białawy).

### Etymologia
- Crocidura: gr. κροκις krokis lub κροκός krokos ‘kosmyk wełny, przędza’; ουρα oura ‘ogon’[15].
- Musaraneus: łac. mus, muris ‘mysz’, od gr. μυς mus, μυος muos ‘mysz’; aranea ‘pająk’[16]. Gatunek typowy: Pomel wymienił kilkanaście gatunków – Sorex cyaneus Duvernoy, 1838, Sorex infumatus J.A. Wagner, 1841 (= Sorex cyaneus Duvernoy, 1838), Sorex umbrinus Temminck, 1844 (= Sorex dsinezumi Temminck, 1843), Sorex flavescens I. Geoffroy Saint-Hilaire, 1827, Sorex leucodon Hermann, 1780, Sorex mariquensis A. Smith, 1844, Sorex (Crocidura) poensis L. Fraser, 1843, Sorex viarius I. Geoffroy Saint-Hilaire, 1834, Sorex pulchellus H. Lichtenstein, 1823, Sorex varius Smuts, 1832, Sorex herpestes Duvernoy, 1838 (= Sorex varius Smuts, 1832), Sorex cinereus Bachman, 1837 (= Sorex parvus Say, 1823), Musaraneus (Crocidura) bachmani Pomel, 1848 (= Sorex longirostris Bachman, 1837), Musaraneus (Myosorex) cinamomeus Pomel, 1848 (= Sorex flavescens I. Geoffroy Saint-Hilaire, 1827), Musaraneus (Crocidura) crassicaudatus Pomel, 1848 (= Sorex murinus Linnaeus, 1766), Musaraneus (Crocidura) smithii Pomel, 1848 (= Sorex flavescens I. Geoffroy Saint-Hilaire, 1827), Musaraneus (Crocidura) vulgaris Pomel, 1848 (= Sorex araneus Linnaeus, 1758) i Musaraneus (Crocidura) sieboldii Pomel, 1848 (= Sorex dsinezumi Temminck, 1843) – nie wskazując gatunku typowego; w ramach późniejszego oznaczenia w 2004 roku na typ nomenklatoryczny wyznaczono Sorex leucodon Hermann, 1780[17].
- Rhinomus: gr. ῥις rhis, ῥινος rhinos ‘nos, nozdrza’; μυς mus, μυος muos ‘mysz’[18]. Gatunek typowy (oznaczenie monotypowe): Rhinomus soricoides Murray, 1860 (= Sorex (crocidura) poensis Fraser, 1843).
- Leucodon: gr. λευκος leukos ‘biały’; οδους odous, οδοντος odontos ‘ząb’[19]. Gatunek typowy (Linneuszowska tautonimia): Leucodon microurus Fatio, 1869 (= Sorex leucodon Hermann, 1780).
- Paurodus: gr. παύρος pauros ‘mały’; οδους odous, οδοντος odontos ‘ząb’[20]. Gatunek typowy: Schulze wymienił dwa gatunki – Crocidura leucodus Schulze, 1897 (= Sorex leucodon Hermann, 1780) i Sorex araneus von Schreber, 1777 (= Sorex russula Hermann, 1780) – z których gatunkiem typowym jest Sorex leucodon Hermann, 1780.
- Eucrocidura: gr. ευ eu ‘dobry, typowy’[21]; rodzaj Crocidura Wagler, 1832. Gatunek typowy: Acloque wymienia dwa gatunki – Sorex leucodon Hermann, 1780 i Sorex araneus von Schreber, 1777 (= Sorex russula Hermann, 1780) – nie wskazując typu nomenklatorycznego.
- Heliosorex: gr. ἡλιος hēlios ‘słońce’[22]; łac. sorex, soricis ‘ryjówka’, od ὑραξ hurax, ὑρακος ‘ryjówka’[23]. Gatunek typowy (oryginalne oznaczenie): Heliosorex roosevelti Heller, 1910.
- Praesorex: łac. prae ‘z przodu’[24]; rodzaj Sorex Linnaeus, 1758 (ryjówka)[8]. Gatunek typowy (oznaczenie monotypowe): Crocidura goliath O. Thomas, 1906.
- Afrosorex: łac. Afer, Afra ‘afrykański’; sorex, soricis ‘ryjówka’, od ὑραξ hurax, ὑρακος ‘ryjówka’[9]. Gatunek typowy (oryginalne oznaczenie): Crocidura fischeri Pagenstecher, 1885.

### Podział systematyczny
Do rodzaju należą następujące występujące współcześnie gatunki:

- Crocidura malayana H.C. Robinson & Kloss, 1911 – zębiełek malajski
- Crocidura nigripes G.S. Miller & Hollister, 1921 – zębiełek czarnonogi
- Crocidura foetida W. Peters, 1870 – zębiełek borneański
- Crocidura baluensis O. Thomas, 1898 – zębiełek sułtański
- Crocidura brunnea Jentink, 1888 – zębiełek gruboogonowy
- Crocidura orientalis Jentink, 1890 – zębiełek orientalny
- Crocidura vosmaeri Jentink, 1888 – zębiełek bankański
- Crocidura hutanis Ruedi & Vogel, 1995 – zębiełek nizinny
- Crocidura beccarii Dobson, 1887 – zębiełek sumatrzański
- Crocidura lepidura Lyon, 1908 – zębiełek gładkoogonowy
- Crocidura grandis G.S. Miller, 1911 – zębiełek duży
- Crocidura beata G.S. Miller, 1910 – zębiełek mindanajski
- Crocidura mindorus G.S. Miller, 1910 – zębiełek mindorski
- Crocidura panayensis Hutterer, 2007
- Crocidura negrina Rabor, 1952 – zębiełek negroski
- Crocidura grayi Dobson, 1890 – zębiełek luzoński
- Crocidura ninoyi Esselstyn & Goodman, 2010 – zębiełek sibujański
- Crocidura palawanensis E.H. Taylor, 1934 – zębiełek palawański
- Crocidura abscondita Esselstyn, Achmadi & Maharadatunkamsi, 2014
- Crocidura gathornei Jenkins, 2013
- Crocidura horsfieldii (Tomes, 1856) – zębiełek tajemniczy
- Crocidura narcondamica Kamalakannan, Sivaperuman, Kundu, Gokulakrishnan, Venkatraman & Chandra, 2021
- Crocidura hikmiya S. Meegaskumbura, M. Meegaskumbura, Pethiyagoda, Manamendra-Arachchi & C.J. Schneider, 2007 – zębiełek lankijski
- Crocidura miya W.W.A. Phillips, 1929 – zębiełek cejloński
- Crocidura watasei Kuroda, 1924 – zębiełek marny
- Crocidura fuliginosa (Blyth, 1855) – zębiełek poczerniały
- Crocidura dracula O. Thomas, 1912
- Crocidura paradoxura Dobson, 1886 – zębiełek przedziwny
- Crocidura dsinezumi (Temminck, 1842) – zębiełek japoński
- Crocidura attenuata Milne-Edwards, 1872 – zębiełek szary
- Crocidura anhuiensis Zhang Heng, Zhang Baowei & Li Chunlin, 2019
- Crocidura huangshanensis Yang Liu, Zhang Baowei & Li Chunlin, 2020
- Crocidura tanakae Kuroda, 1938 – zębiełek tajwański
- Crocidura rapax G.M. Allen, 1923 – zębiełek drapieżny
- Crocidura tadae Tokuda & Kano, 1936
- Crocidura lasiura Dobson, 1890 – zębiełek ussuryjski
- Crocidura indochinensis H.C. Robinson & Kloss, 1922 – zębiełek indochiński
- Crocidura wuchihensis Wang Sung, 1966 – zębiełek hainański
- Crocidura tenuis (S. Müller, 1840) – zębiełek timorski
- Crocidura maxi Sody, 1936 – zębiełek jawajski
- Crocidira dewi Nations, Handika, Mursyid, Darma Busta, Apandi, A.S. Achmadi & Esselstyn, 2024
- Crocidira balingka Nations, Handika, Mursyid, Darma Busta, Apandi, A.S. Achmadi & Esselstyn, 2024
- Crocidura aequicauda Robinson & Kloss, 1918
- Crocidura umbra Demos, Achmadi, Handika, Maharadatunkamsi, Rowe & Esselstyn, 2016
- Crocidura monticola W. Peters, 1870 – zębiełek sundajski
- Crocidura barapi Nations, Handika, Mursyid, Darma Busta, Apandi, A.S. Achmadi & Esselstyn, 2024
- Crocidura neglecta Jentink, 1888
- Crocidura phuquocensis Abramov, Jenkins, Rozhnov & Kalinin, 2008 – zębiełek morski
- Crocidura phanluongi Jenkins, Abramov, Rozhnov & Olsson, 2010 – zębiełek kambodżański
- Crocidura sokolovi Jenkins, Abramov, Rozhnov & Makarova, 2007 – zębiełek wątły
- Crocidura cranbrooki Jenkins, Lunde & Moncrieff, 2009 – zębiełek birmański
- Crocidura hilliana Jenkins & A.L. Smith, 1995 – zębiełek tajski
- Crocidura vorax G.M. Allen, 1923 – zębiełek żarłoczny
- Crocidura sapaensis Jenkins, Abramov, Bannikova & Rozhnov, 2013 – zębiełek sapański
- Crocidura annamitensis Jenkins, Lunde & Moncrieff, 2009
- Crocidura guy Jenkins, Lunde & Moncrieff, 2009 – zębiełek krasowy
- Crocidura kegoensis Lunde, Musser & T. Ziegler, 2004 – zębiełek wietnamski
- Crocidura hispida O. Thomas, 1913
- Crocidura andamanensis G.S. Miller, 1902 – zębiełek andamański
- Crocidura jenkinsi Chakraborty, 1978 – zębiełek archipelagowy
- Crocidura nicobarica G.S. Miller, 1902 – zębiełek nikobarski
- Crocidura trichura Dobson, 1889 – zębiełek bożonarodzeniowy
- Crocidura sibirica Dukelski, 1930 – zębiełek syberyjski
- Crocidura shantungensis G.S. Miller, 1901 – zębiełek chiński
- Crocidura gueldenstaedtii (Pallas, 1811)
- Crocidura fimbriata Wagler, 1832
- Crocidura darvishi Mahmoudi, Kryštufek & Shad, 2025
- Crocidura suaveolens (Pallas, 1811) – zębiełek karliczek
- Crocidura aleksandrisi I. Vesmanis, 1977 – zębiełek cyrenajski
- Crocidura cypria Bate, 1904
- Crocidura iculisma Mottaz, 1908
- Crocidura zarudnyi Ognev, 1928 – zębiełek pasztuński
- Crocidura orii Kuroda, 1924 – zębiełek riukiuski
- Crocidura batakorum Hutterer, 2007
- Crocidura rhoditis G.S. Miller & Hollister, 1921 – zębiełek białołapy
- Crocidura pseudorhoditis Esselstyn, Achmadi, Handika, Swanson, Giarla & Rowe, 2021
- Crocidura musseri Ruedi & Vogel, 1995 – zębiełek mechaty
- Crocidura microelongata Esselstyn, Achmadi, Handika, Swanson, Giarla & Rowe, 2021
- Crocidura pallida Esselstyn, Achmadi, Handika, Swanson, Giarla & Rowe, 2021
- Crocidura caudicrassa Esselstyn, Achmadi, Handika, Swanson, Giarla & Rowe, 2021
- Crocidura brevicauda Esselstyn, Achmadi, Handika, Swanson, Giarla & Rowe, 2021
- Crocidura quasielongata Esselstyn, Achmadi, Handika, Swanson, Giarla & Rowe, 2021
- Crocidura australis Esselstyn, Achmadi, Handika, Swanson, Giarla & Rowe, 2021
- Crocidura ordinaria Esselstyn, Achmadi, Handika, Swanson, Giarla & Rowe, 2021
- Crocidura solita Esselstyn, Achmadi, Handika, Swanson, Giarla & Rowe, 2021
- Crocidura lea G.S. Miller & Hollister, 1921 – zębiełek sulaweski
- Crocidura caudipilosa Esselstyn, Achmadi, Handika, Giarla & Rowe, 2019
- Crocidura normalis Esselstyn, Achmadi, Handika, Swanson, Giarla & Rowe, 2021
- Crocidura parva Esselstyn, Achmadi, Handika, Swanson, Giarla & Rowe, 2021
- Crocidura mediocris Esselstyn, Achmadi, Handika, Swanson, Giarla & Rowe, 2021
- Crocidura tenebrosa Esselstyn, Achmadi, Handika, Swanson, Giarla & Rowe, 2021
- Crocidura levicula G.S. Miller & Hollister, 1921 – zębiełek drobny
- Crocidura elongata G.S. Miller & Hollister, 1921 – zębiełek wydłużony
- Crocidura pachyura (Küster, 1835) – zębiełek zwinny
- Crocidura baletei Esselstyn, Achmadi, Handika, Swanson, Giarla & Rowe, 2021
- Crocidura russula (Hermann, 1780) – zębiełek myszaty
- Crocidura serezkyensis Laptev, 1929 – zębiełek pamirski
- Crocidura whitakeri de Winton, 1898 – zębiełek berberyjski
- Crocidura floweri Dollman, 1915 – zębiełek egipski
- Crocidura religiosa (I. Geoffroy Saint-Hilaire, 1827) – zębiełek święty
- Crocidura leucodon (Hermann, 1780) – zębiełek białawy
- Crocidura persica O. Thomas, 1907
- Crocidura tarfayaensis I. Vesmanis & A. Vesmanis, 1980 – zębiełek saharyjski
- Crocidura arabica Hutterer & D.L. Harrison, 1988 – zębiełek arabski
- Crocidura dhofarensis Hutterer & D.L. Harrison, 1988 – zębiełek omański
- Crocidura ramona Ivanitskaya, Shenbrot & Nevo, 1996 – zębiełek srebrny
- Crocidura katinka Bate, 1937 – zębiełek palestyński
- Crocidura arispa Spitzenberger, 1971 – zębiełek kłapouchy
- Crocidura armenica Gureev, 1963 – zębiełek armeński
- Crocidura caspica O. Thomas, 1907 – zębiełek kaspijski
- Crocidura susiana Redding & D.M. Lay, 1978 – zębiełek perski
- Crocidura pergrisea G.S. Miller, 1913 – zębiełek jasnoszary
- Crocidura pullata G.S. Miller, 1911 – zębiełek kaszmirski
- Crocidura zimmermanni Wettstein, 1953 – zębiełek kreteński
- Crocidura sicula G.S. Miller, 1900 – zębiełek sycylijski
- Crocidura canariensis Hutterer, López-Jurado & Vogel, 1987 – zębiełek kanaryjski
- Crocidura obscurior Heim de Balsac, 1958 – zębiełek ukryty
- Crocidura eburnea Heim de Balsac, 1958
- Crocidura luna Dollman, 1910 – zębiełek księżycowy
- Crocidura greenwoodi Heim de Balsac, 1966 – zębiełek galeriowy
- Crocidura nana Dobson, 1890 – zębiełek mały
- Crocidura afeworkbekelei Lavrenchenko, Voyta & Hutterer, 2016
- Crocidura yaldeni Lavrenchenko, Voyta & Hutterer, 2016
- Crocidura glassi Heim de Balsac, 1966 – zębiełek zaroślowy
- Crocidura bottegoides Hutterer & Yalden, 1990 – zębiełek łąkowy
- Crocidura baileyi Osgood, 1936 – zębiełek etiopski
- Crocidura makeda Konečný, Hutterer, Meheretu & Bryja, 2020
- Crocidura macmillani Dollman, 1915 – zębiełek płaskowyżowy
- Crocidura lucina Dippenaar, 1980 – zębiełek wrzosowiskowy
- Crocidura phaeura Osgood, 1936 – zębiełek ryftowy
- Crocidura harenna Hutterer & Yalden, 1990 – zębiełek eremicki
- Crocidura bottegi O. Thomas, 1898 – zębiełek samotny
- Crocidura fumosa O. Thomas, 1904 –  zębiełek okopcony
- Crocidura zaphiri Dollman, 1915 – zębiełek izolowany
- Crocidura selina Dollman, 1915 – zębiełek błotny
- Crocidura macarthuri St. Leger, 1934 – zębiełek akacjowy
- Crocidura macowi Dollman, 1915 – zębiełek masajski
- Crocidura ultima Dollman, 1915 – zębiełek kenijski
- Crocidura raineyi E. Heller, 1912 – zębiełek potokowy
- Crocidura allex Osgood, 1910 – zębiełek wyżynny
- Crocidura xantippe Osgood, 1910 – zębiełek złośliwy
- Crocidura elgonius Osgood, 1910 – zębiełek stokowy
- Crocidura fischeri Pagenstecher, 1885 – zębiełek pustelniczy
- Crocidura gracilipes W. Peters, 1870 – zębiełek smukłonogi
- Crocidura desperata Hutterer, Jenkins & W.N. Verheyen, 1991 – zębiełek zaciekły
- Crocidura telfordi Hutterer, 1986 – zębiełek nieznany
- Crocidura monax O. Thomas, 1910 – zębiełek mnisi
- Crocidura mdumai Stanley, Hutterer, Giarla & Esselstyn, 2015
- Crocidura montis O. Thomas, 1906 – zębiełek górski
- Crocidura newmarki Stanley, Hutterer, Giarla & Esselstyn, 2015
- Crocidura munissii Stanley, Hutterer, Giarla & Esselstyn, 2015
- Crocidura tansaniana Hutterer, 1986 – zębiełek tanzański
- Crocidura usambarae Dippenaar, 1980 – zębiełek usambarski
- Crocidura niobe O. Thomas, 1906 – zębiełek kamienisty
- Crocidura smithii O. Thomas, 1895 – zębiełek pustynny
- Crocidura pasha Dollman, 1915 – zębiełek sudański
- Crocidura roosevelti (Heller, 1910) – zębiełek słoneczny
- Crocidura crenata Brosset, Dubost & Heim de Balsac, 1965 – zębiełek skoczny
- Crocidura grassei Brosset, Dubost & Heim de Balsac, 1965 – zębiełek równikowy
- Crocidura fuscomurina (Heuglin, 1865) – zębiełek dwubarwny
- Crocidura planiceps E. Heller, 1910 – zębiełek płaskogłowy
- Crocidura crossei O. Thomas, 1895 – zębiełek dżunglowy
- Crocidura jouvenetae Heim de Balsac, 1958 – zębiełek liberyjski
- Crocidura lusitania Dollman, 1915 – zębiełek mauretański
- Crocidura littoralis E. Heller, 1910 – zębiełek nadbrzeżny
- Crocidura maurisca O. Thomas, 1904 – zębiełek delikatny
- Crocidura cyanea (Duvernoy, 1838) – zębiełek rdzawo-szary
- Crocidura mariquensis (A. Smith, 1844) – zębiełek moczarowy
- Crocidura silacea O. Thomas, 1895 – zębiełek płowy
- Crocidura denti Dollman, 1915 – zębiełek tropikalny
- Crocidura hildegardeae O. Thomas, 1904 – zębiełek burundyjski
- Crocidura virgata Sanderson, 1940 – zębiełek wulkaniczny
- Crocidura thomensis (Bocage, 1887) – zębiełek wyspowy
- Crocidura fingui Ceríaco, Marques, Jacquet, Nicolas, Colyn, Denys, Sardinha & Bastos-Silveira, 2015
- Crocidura poensis (L. Fraser, 1843) – zębiełek sekretny
- Crocidura turba Dollman, 1910 – zębiełek hałaśliwy
- Crocidura similiturba Konečný, Hutterer, Meheretu & Bryja, 2020
- Crocidura nigeriae Dollman, 1915 – zębiełek nigeryjski
- Crocidura attila Dollman, 1915 – zębiełek wojowniczy
- Crocidura foxi Dollman, 1915 – zębiełek afrykański
- Crocidura buettikoferi Jentink, 1888 – zębiełek gwinejski
- Crocidura theresae Heim de Balsac, 1968 – zębiełek dyskretny
- Crocidura grandiceps Hutterer, 1983 – zębiełek wielkogłowy
- Crocidura wimmeri Heim de Balsac & Aellen, 1958 – zębiełek zaginiony
- Crocidura nigrofusca Matschie, 1895 – zębiełek czarny
- Crocidura nanilla O. Thomas, 1909 – zębiełek malutki
- Crocidura nimbae Heim de Balsac, 1956 – zębiełek nimbański
- Crocidura nimbasilvanus Hutterer, 2003
- Crocidura douceti Heim de Balsac, 1958 – zębiełek piżmowy
- Crocidura muricauda (G.S. Miller, 1900) – zębiełek mysioogonowy
- Crocidura lamottei Heim de Balsac, 1968 – zębiełek wytworny
- Crocidura flavescens (I. Geoffroy Saint-Hilaire, 1827) – zębiełek ogrodowy
- Crocidura hirta W. Peters, 1852 – zębiełek ryżawy
- Crocidura bloyeti Dekeyser, 1943
- Crocidura erica Dollman, 1915 – zębiełek wrzoścowy
- Crocidura nigricans Bocage, 1889 – zębiełek czarniawy
- Crocidura goliath O. Thomas, 1906 – zębiełek olbrzymi
- Crocidura somalica O. Thomas, 1895 – zębiełek somalijski
- Crocidura olivieri (Lesson, 1827) – zębiełek wielki
- Crocidura viaria (I. Geoffroy Saint-Hilaire, 1834) – zębiełek sahelski
- Crocidura fulvastra (Sundevall, 1843) – zębiełek sawannowy
- Crocidura mutesae E. Heller, 1910 – zębiełek ugandyjski
- Crocidura parvipes Osgood, 1910 – zębiełek drobnonogi
- Crocidura cinderella O. Thomas, 1911 – zębiełek kopciuszek
- Crocidura voi Osgood, 1910 – zębiełek biedny
- Crocidura yankariensis Hutterer & Jenkins, 1980 – zębiełek spokojny
- Crocidura stenocephala Heim de Balsac, 1979 – zębiełek bagienny
- Crocidura tarella Dollman, 1915 – zębiełek ruchurski
- Crocidura jacksoni O. Thomas, 1904 – zębiełek szamański
- Crocidura lanosa Heim de Balsac, 1968 – zębiełek długowłosy
- Crocidura ludia Hollister, 1916 – zębiełek gwałtowny
- Crocidura dolichura W. Peters, 1876 – zębiełek długoogonowy
- Crocidura longipes Hutterer & Happold, 1983 – zębiełek długonogi
- Crocidura picea Sanderson, 1940 – zębiełek smolny
- Crocidura manengubae Hutterer, 1982
- Crocidura eisentrauti Heim de Balsac, 1957 – zębiełek kameruński
- Crocidura zimmeri Osgood, 1936 – zębiełek mokradłowy
- Crocidura lwiroensis Kerbis Peterhans & Hutterer, 2013 – zębiełek katangijski
- Crocidura caliginea Hollister, 1916 – zębiełek ciemny
- Crocidura congobelgica Hollister, 1916 – zębiełek kongijski
- Crocidura latona Hollister, 1916 – zębiełek pigmejski
- Crocidura polia Hollister, 1916 – zębiełek ciemnobrązowy
- Crocidura ansellorum Hutterer & Dippenaar, 1987 – zębiełek zambijski
- Crocidura pitmani Barclay, 1932 – zębiełek rodezyjski
- Crocidura maquassiensis Roberts, 1946 – zębiełek skalny
- Crocidura salonga[26] Hutterer, 2024
- Crocidura binco[26] Hutterer, 2024
- Crocidura medogensis Chen Shunde, Wu Nanfei & Liu Shaoying, 2025
- Crocidura zhadaensis Chen Shunde, Wu Nanfei & Liu Shaoying, 2025

Opisano również gatunki wymarłe:
- Crocidura balsaci Butler & Greenwood, 1979[28] (Tanzania; plejstocen)
- Crocidura balsamifera Hutterer, 1994[29] (Egipt; holocen)
- Crocidura darelbeidae Geraads, 1993[30] (Maroko; plejstocen)
- Crocidura jaegeri Rzebik-Kowalska, 1988[31] (Maroko; plejstocen)
- Crocidura kapsominensis Mein & Pickford, 2006[32] (Kenia; miocen)
- Crocidura kornfeldi Kormos, 1934[33] (Węgry; pliocen)
- Crocidura maghrebiana Hutterer, 1991[34] (Maroko; plejstocen)
- Crocidura obtusa Kretzoi, 1938[35] (Węgry; plejstocen)
- Crocidura taungsensis Broom, 1948[36] (Południowa Afryka; plejstocen)
- Crocidura wongi Pei, 1936[37] (Chińska Republika Ludowa; plejstocen)
- Crocidura zorzii Pasa, 1948[38] (Włochy; plejstocen)